# Фильмография Шер

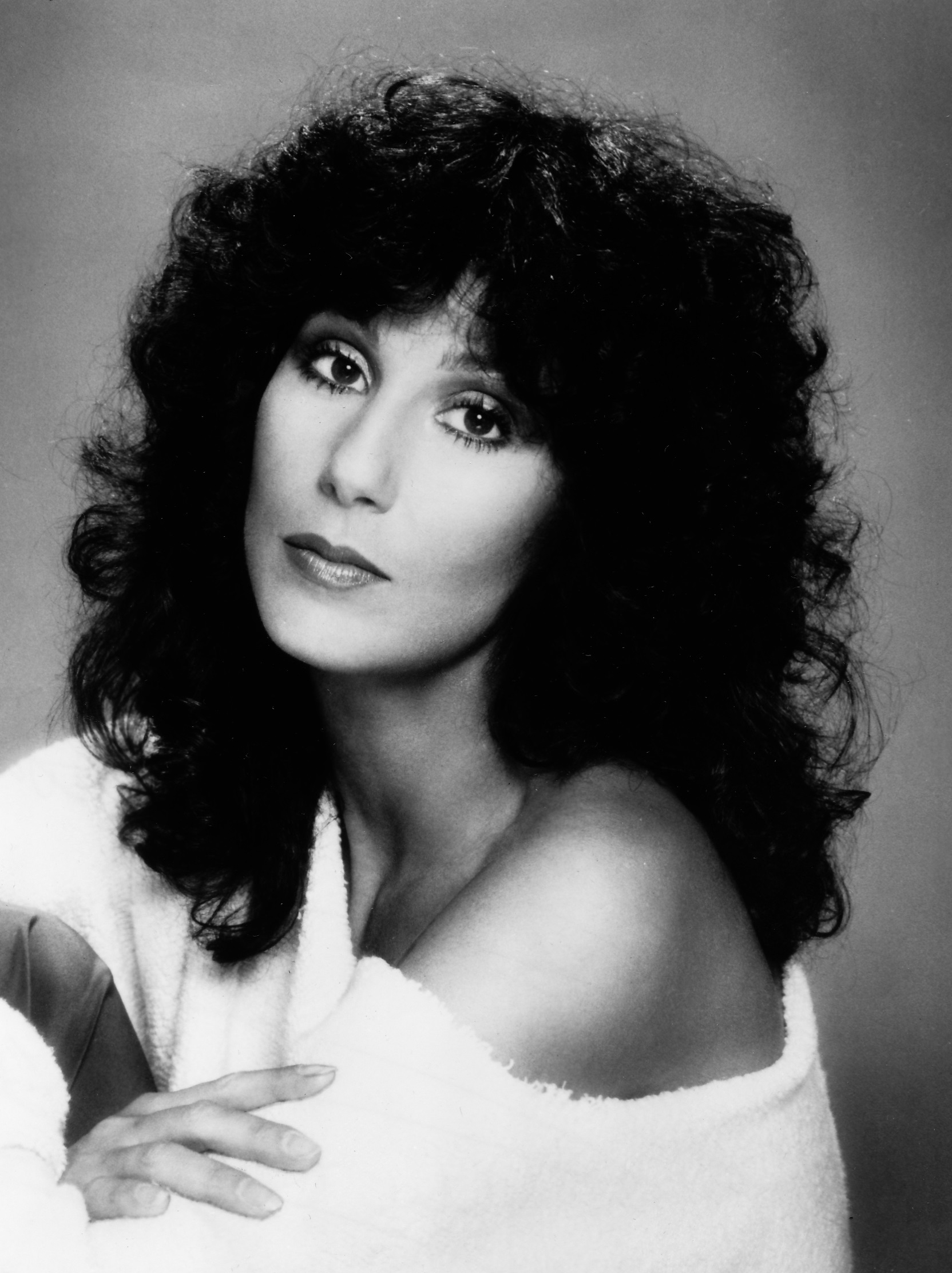

На протяжении своей актёрской карьеры Шер играла в основном в комедийных, драматических и романтических фильмах. Она появилась в восемнадцати фильмах, в том числе в двух в качестве камео. Она также сыграла одну главную роль на театральной сцене, озвучила персонажа в видеоигре (9: The Last Resort, 1996), снялась в многочисленных телевизионных рекламных роликах и выступила режиссёром одной из новелл фильма «Если бы стены могли говорить» 1996 года и некоторых своих музыкальных клипов на лейбле Geffen в конце 1980-х и начале 1990-х годов.
Шер также участвовала в создании Саундтреков для фильмов, например, «Alfie», «After All», «The Shoop Shoop Song (It’s in His Kiss)» и «You Haven't Seen the Last of Me». За свою работу в кино и на телевидении Шер получила множество наград и номинаций. Она шесть раз номинировалась на премию «Золотой глобус» и трижды выигрывала её: в 1974 году за лучшую женскую роль в музыкальном или комедийном телесериале, в 1983 году за лучшую женскую роль второго плана в драме за роль в фильме «Силквуд» и в 1987 году за лучшую женскую роль в комедии или мюзикле за роль в фильме «Власть луны». Она также дважды была номинанткой на премию «Оскар»: в 1984 году за роль в «Силквуд» и в 1987 году, когда она получила награду за лучшую женскую роль, — во «Власти луны».

## Кинокарьера
Первое появление Шер на экране в качестве актрисы состоялось в 1967 году в американском телесериале «Агенты А.Н.К.Л.» в роли модели Рамоны. В том же году она со своим партнёром по дуэту «Сонни и Шер» Сонни Боно начала кинокарьеру в плохо принятом публикой фильме «Хорошие времена», а затем как сольная актриса снялась в малобюджетном фильме «Честити», спродюсированном Боно. С тех пор Шер появилась в ряде независимых и голливудских фильмов.
В 1982 году она дебютировала на Бродвее в постановке Роберта Олтмена «Приходи ко мне на встречу, Джимми Дин, Джимми Дин». Спектакль был хорошо воспринят критиками и имел коммерческий успех, а Шер получила положительные отзывы за свою игру на сцене (даже критик Фрэнк Рич, известный язвительными рецензиями, назвал ее игру «чарующей»), что подготовило почву для её участия в киноверсии в следующем году, принесшего ей номинацию на «Золотой глобус». Затем она снялась в роли лесбиянки-рабочей в получившей признание критиков драме «Силквуд» (1983) режиссера Майка Николса, вдохновлённой реальной историей Карен Силквуд. Её партнёрами по площадке выступили Мерил Стрип и Курт Рассел, а сам фильм имел коммерческий успех и только в Соединённых Штатах собрал 35 миллионов долларов. Вскоре Шер появилась в драме «Маска» (1985) режиссёра Питера Богдановича с Эриком Штольцем, Сэмом Эллиоттом и Лорой Дерн в главных ролях. Картина основывадась на жизни и ранней смерти «Рокки» Денниса, мальчика, страдавшего краниодиафизарной дисплазией. Фильм стал ее первым критическим и коммерческим успехом в качестве исполнительницы главной роли и прочно укрепил её позиции как актрисы. За роль матери сильно обезображенного мальчика Шер получила приз за лучшую женскую роль на Каннском кинофестивале.
В 1987 году она появилась сразу в трёх фильмах. Триллер «Подозреваемый» с Деннисом Куэйдом и Лиамом Нисоном получил признание за высококлассную актёрскую игру, несмотря на серьёзные пробелы в сюжете. В фантастическом фильме «Иствикские ведьмы» её партнёрами по площадке выступили Джек Николсон, Сьюзен Сарандон и Мишель Пфайффер. Романтическая комедия «Власть луны» с Николасом Кейджем и Олимпией Дукакис стала её самым значительным коммерческим успехом на сегодняшний день, собрав более 80 миллионов долларов только в Штатах. В 1989—1991 годах Шер отказалась от предложенных ролей в таких фильмах, как «Война Роузов», «Тельма и Луиза» и «Семейка Аддамс», и в итоге снялась в кинокартине Ричарда Бенджамина «Русалки» с Бобом Хоскинсом, Вайноной Райдер и тогда ещё 9-летней Кристиной Риччи. Фильм не имел большого успеха и собрал всего 35 миллионов долларов в США.
Шер появилась в качестве камео в фильмах Роберта Олтмена «Игрок» (1992) и «Высокая мода» (1994). В плохо принятом публикой картине «Верность» (1996) с Райаном О’Нилом и Чеззом Палминтери она сыграла роль преданной жены. Затем, в 1999 году, Шер снялась в одной из главных ролей в успешном фильме Франко Дзеффирелли «Чай с Муссолини», где её партнёршами по съёмочной площадке выступили Джуди Денч, Мэгги Смит, Джоан Плаурайт и Лили Томлин. В 2003 году Шер эпизодически появилась в комедии братьев Фаррелли «Застрял в тебе» (2003), сыграв саму себя и Хани, персонажа телесериала, высмеяв собственный медийный образ, появившись в постели с парнем значительно младше её (Фрэнки Муниз). В 2010 году Шер снялась с поп-певицей Кристиной Агилерой в музыкальном фильме Стива Энтина «Бурлеск», который ознаменовался её последней на сегодняшний день главной ролью в кино.

## Фильмы

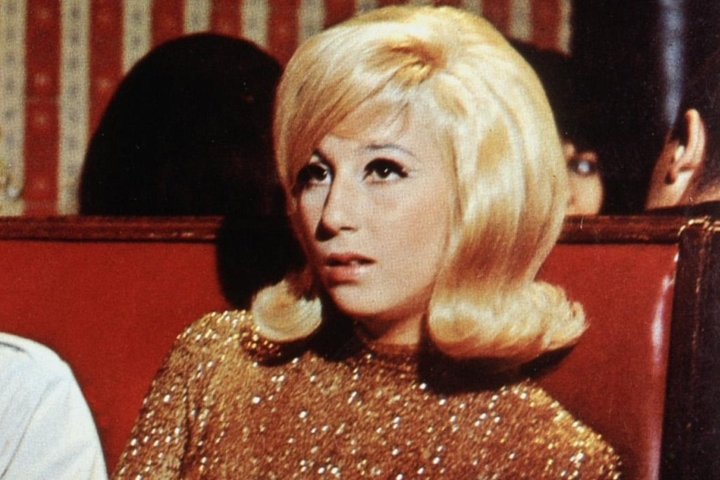
Шер в фильме «Хорошие времена», 1967

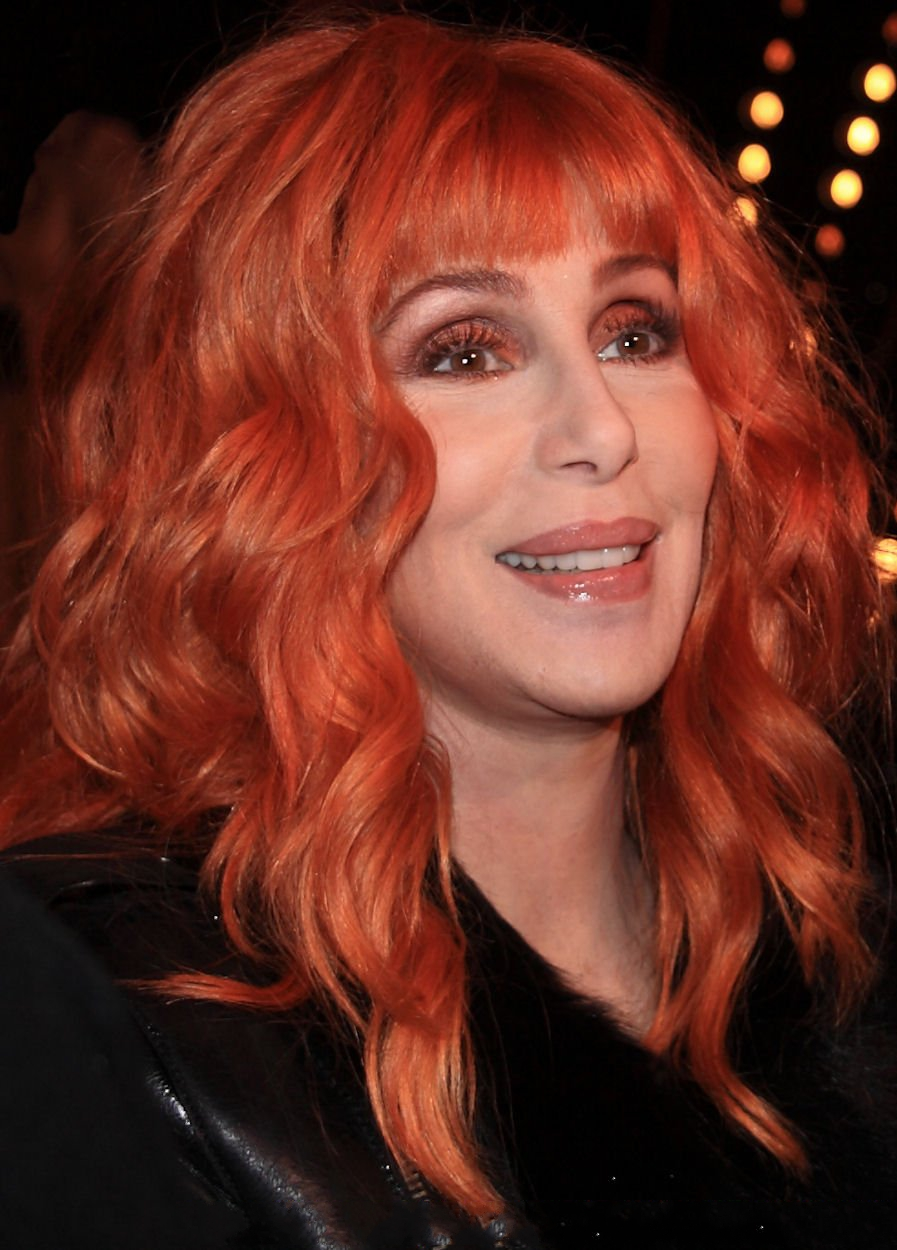
Шер на премьере «Бурлеска» в 2011 году

| Год  |    | Русское название                                  | Оригинальное название                                  | Роль                                              |
| ---- | -- | ------------------------------------------------- | ------------------------------------------------------ | ------------------------------------------------- |
| 1965 | ф  | Дикие на пляже                                    | Wild on the Beach                                      | камео и первое появление дуэта «Сонни и Шер»      |
| 1967 | ф  | Хорошие времена                                   | Good Times                                             | камео                                             |
| 1969 | ф  | Честити                                           | Chastity                                               | Честити                                           |
| 1982 | ф  | Приходи ко мне на встречу, Джимми Дин, Джимми Дин | Come Back to the Five and Dime, Jimmy Dean, Jimmy Dean | Сисси                                             |
| 1983 | ф  | Силквуд                                           | Silkwood                                               | Долли Пелликер                                    |
| 1985 | ф  | Маска                                             | Mask                                                   | Расти Деннис                                      |
| 1987 | ф  | Подозреваемый                                     | Suspect                                                | Кэтлин Райли                                      |
| 1987 | ф  | Иствикские ведьмы                                 | The Witches of Eastwick                                | Александра Медфорд                                |
| 1987 | ф  | Власть луны                                       | Moonstruck                                             | Лоретта Касторини                                 |
| 1990 | ф  | Русалки                                           | Mermaids                                               | Рэйчел Флэкс                                      |
| 1992 | ф  | Игрок                                             | The Player                                             | камео                                             |
| 1994 | ф  | Высокая мода                                      | Ready to Wear (Prêt-à-Porter)                          | камео                                             |
| 1996 | тф | Если бы стены могли говорить                      | If These Walls Could Talk                              | Доктор Бет Томпсон, также режиссёр новеллы «1996» |
| 1996 | ф  | Верность                                          | Faithful                                               | Маргарет                                          |
| 1999 | ф  | Чай с Муссолини                                   | Tea with Mussolini                                     | Эльза Штраус                                      |
| 2003 | ф  | Застрял в тебе                                    | Stuck on You                                           | камео / Хани                                      |
| 2010 | ф  | Бурлеск                                           | Burlesque                                              | Тесс                                              |
| 2011 | ф  | Мой парень из зоопарка                            | Zookeeper                                              | Львица Джанет                                     |
| 2018 | ф  | Mamma Mia! 2                                      | Mamma Mia! Here We Go Again                            | Руби Шеридан                                      |
| 2020 | мф | Болванчики                                        | Bobbleheads: The Movie                                 | Болванчик Шер                                     |

## Сериалы

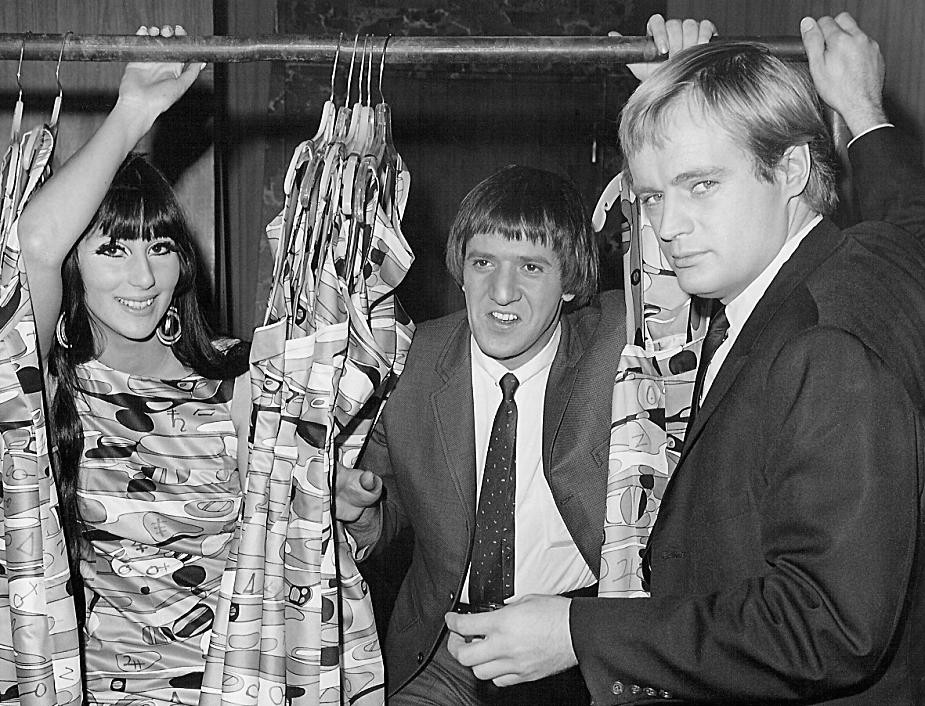
Шер, Сонни Боно и Дэвид Маккаллум в сериале «Агенты А.Н.К.Л.», 1967

| Год          |    | Русское название          | Оригинальное название          | Роль                                                |
| ------------ | -- | ------------------------- | ------------------------------ | --------------------------------------------------- |
| 1964—1968    | с  | Агенты А.Н.К.Л.           | The Man from U.N.C.L.E.        | Рамона. Эпизод: «The Hot Number Affair»             |
| 1969—1974    | с  | Любовь по-американски     | Love, American Style           | Камео. Эпизод: «Love and the Sack»                  |
| 1972—1973    | мс | Новые дела Скуби-Ду       | The New Scooby-Doo Movies      | Камео. Эпизод: «Тайна острова Акул»                 |
| 1998—2006    | с  | Уилл и Грейс              | Will & Grace                   | Камео. Эпизод: «Цыгане, бродяги и сорняки»          |
| 1998—2006    | с  | Уилл и Грейс              | Will & Grace                   | Камео. Эпизод: «А.И.: Искусственное оплодотворение» |
| 1969 — н. в. | мс | Улица Сезам               | Sesame Street                  | Камео. Эпизод: «Cookie Monster writes a story»      |
| 2016—2018    | мс | Дом: Приключения Типа и О | Home: Adventures with Tip & Oh | Шеркофония. Эпизод: «Шеркофония»                    |
| 2019—2021    | мс | Скуби-Ду и угадай кто?    | Scooby-Doo and Guess Who?      | Камео. Эпизод: «Шер, Скуби и Саргассово море»       |

## Избранные появления на телевидении
| Год       | Заголовок                                | Роль                                                               | Дополнительная информация |
| --------- | ---------------------------------------- | ------------------------------------------------------------------ | --- |
| 1968      | Хохмы Роуэна и Мартина                   | камео                                                              | |
| 1970      | The Sonny & Cher Nitty Gritty Hour       |                                                                    | Телевизионный концерт дуэта «Сонни и Шер»                                                                                                   |
| 1971—1974 | Час комедии с Сонни и Шер                | соведущая                                                          | Премия «Золотой глобус» за лучшую женскую роль в телевизионном комедийном сериале. Сериал получил премию «Эмми» в 1972 году и 22 номинации. |
| 1975—1976 | Cher                                     | ведущая                                                            | Собственное шоу на канале CBS |
| 1976—1977 | Шоу Сонни и Шер                          | соведущая                                                          | |
| 1978      | Cher… Special                            |                                                                    | Телевизионный концерт Шер с участием Долли Партон, Рода Стюарта и The Tubes                                                                 |
| 1979      | Cher and Other Fantasies                 |                                                                    | Телевизионный спектакль-концерт. Шер также выступила исполнительным продюсером                                                              |
| 1983      | Cher: A Celebration at Caesars           |                                                                    | Выступление Шер в Сизарс-пэлас в рамках резиденции Cher in Concert                                                                          |
| 1987      | Superstars and their Moms                | камео                                                              | Специальная программа ко Дню матери, в которой знаменитости появляются со своими матерями, чтобы повспоминать прошлое                       |
| 1990      | Cher Extravaganza: Live at the Mirage    |                                                                    | Выступление в ходе Heart of Stone Tour |
| 1998      | Sonny & Me: Cher Remembers               |                                                                    | Документальный фильм в память о Сонни Боно. Шер также выступила исполнительным продюсером                                                   |
| 1999      | VH1 Divas Live 2                         | хедлайнер (с Тиной Тёрнер, Уитни Хьюстон и Брэнди)                 | Ежегодный концерт VH1 Divas от канала VH1                                                                                                   |
| 1999      | Cher: Live at the MGM Grand in Las Vegas |                                                                    | Выступление в ходе Do You Believe? Tour |
| 2002      | VH1 Divas Las Vegas                      | хедлайнер (с Селин Дион, Шакирой, Dixie Chicks и Мэри Джей Блайдж) | Ежегодный концерт VH1 Divas от канала VH1                                                                                                   |
| 2003      | Cher: The Farewell Tour                  |                                                                    | Выступление в ходе The Farewell Tour. Шер также выступила исполнительным продюсером                                                         |
| 2011      | Becoming Chaz                            | мать Чеза Боно                                                     | Документальный фильм о смене пола Чезом (ранее Честити) Боно. Включает интервью с членами семьи и друзьями в течение перехода.              |
| 2013      | Dear Mom, Love Cher                      |                                                                    | Документальный фильм о Джорджии Холт, матери Шер. Шер выступила исполнительным продюсером                                                   |
| 2013      | Голос                                    | специальный советник                                               | 5 сезон американской версии шоу |
| 2013      | Танцы со звёздами                        | приглашённый судья                                                 | 17 сезон американской версии шоу, 8 эпизод: Неделя Шер                                                                                      |
| 2021      | Cher & the Loneliest Elephant            |                                                                    | Документальный фильм о спасении слона Каавана. Шер выступила исполнительным продюсером                                                      |

## Прочие работы
- CherFitness: A New Attitude (1991) — фитнес-видео
- CherFitness: Body Confidence (1992) — фитнес-видео

## Потенциальные роли
| Год  | Название                           | Примечания | Итог                           |
| ---- | ---------------------------------- | --- | ------------------------------ |
| 1967 | Бонни и Клайд                      | Уоррен Битти хотел попробовать Шер на роль Бонни, однако Сонни Боно выступил против, зная о прошлом увлечении Битти и Шер друг другом. | Роль получила Фэй Данауэй      |
| 1975 | Состояние                          | Когда Бетт Мидлер не была утверждена на роль Фредрики, Шер решила пройти пробы, однако Майк Николс отказал ей: «В мире есть два типа девушек: те, которых хочется трахнуть, и те, которых не хочется». Он считал, что роль требовала последнего, и для него Шер не была «подходящей». «Но я талантлива», — сорвалась она. «Если ты не видишь этого сейчас, то однажды пожалеешь». Девять лет спустя Николс пригласил Шер на роль Долли Пелликер в фильме «Силквуд». | Роль получила Стокард Чэннинг  |
| 1976 | Кинг-Конг                          | Шер прослушивалась на роль Дуэн, но не прошла. В интервью она сказала: «Я была на пробах только ради забавы. Тогда я была беременна, а так, наверное, поучаствовала бы, просто чтобы поработать». | Роль получила Джессика Лэнг    |
| 1979 | Рыбы, которые спасли Питтсбург     | Первоначально на роль Моны Мондьё была приглашена Шер, которая в последний момент отказалась, поскольку не смогла вписать съёмки в свой график. | Роль получила Стокард Чэннинг  |
| 1983 | Going to the Chapel                | Шер должна была сняться в фильме Paramount Pictures летом 1983 года, но, по слухам, забраковала стольких потенциальных режиссеров, что её пути со студией разошлись. | Фильм не был снят              |
| 1983 | Road Show                          | Шер хотели позвать на главную женскую роль в фильме с Джеком Николсоном, но актёр выступил против этой затеи. | Фильм не был снят              |
| 1984 | Грандвью, США                      | Шер была предложена роль Майк Коди, но она отказалась от неё в пользу фильма «Маска». Отказ от роли объяснялся тем, что продюсеры не хотели брать Эрика Штольца в качестве её партнёра по фильму. О роли она сказала: «Я не собираюсь ничего делать только ради денег, мне важно что-то привнести в картину». | Роль получила Джейми Ли Кёртис |
| 1986 | Смертельная красотка               | Во время первого неоднозначного интервью с Дэвидом Леттерманом Шер подтвердила, что работает над двумя фильмами, «Подозреваемым» и «Смертельной красоткой», однако впоследствии отказалась от последнего, чтобы сняться во «Власти луны». | Роль получила Вупи Голдберг    |
| 1987 | Чёрная вдова                       | Шер рассматривалась на главную роль, но впоследствии ей всё же было отказано. | Роль получила Тереза Рассел    |
| 1987 | Бэби-бум                           | Шер отказалась от главной женской роли в фильме, заявив, что Дайан Китон гораздо лучше справиться с ролью. | Роль получила Дайана Китон     |
| 1988 | Успеть до полуночи                 | Исполнительные продюсеры разрабатывали идею изменить пол персонажа Мардукаса на женский и хотели пригласить на эту роль Шер, надеясь, что она придаст «сексуальное напряжение», однако режиссёр Мартин Брест не был в восторге от этой идеи, как и сама Шер. | Роль получил Чарлз Гродин      |
| 1989 | Война Роузов                       | Шер отказалась от предложенной ей главной роли, которая в итоге досталась Кэтлин Тёрнер. | Роль получила Кэтлин Тёрнер    |
| 1989 | Дьяволица                          | После получения «Оскара» она три года выбирала свой следующий фильм, и больше всего ей хотелось сыграть в «Дьяволице» с Мерил Стрип. | Роль получила Розанна Барр     |
| 1991 | Тельма и Луиза                     | Шер предлагалась роль Луизы Сойер, но она отказалась. В одном из интервью "Шер также сказала: «Когда я получила роль, сценарий гораздо более грубым. Наверное, это был бы хороший фильм. Временами ты в плюсе, временами — в минусе. Я рада, что Сьюзан взялась за него». | Роль получила Сьюзан Сарандон  |
| 1992 | Побег из Нормала                   | Шер отказалась от второго полнометражного фильма режиссера Эдварда Цвика (сюжет которого в некоторой степени напоминал «Тельму и Луизу»), поскольку роль официантки, которую она должна была играть, была аналогична ее роли в картине «Приходи ко мне на встречу, Джимми Дин, Джимми Дин». | Роль получила Кристин Лахти    |
| 1994 | Интервью с вампиром                | Из-за тогдашней гомофобии Голливуда Энн Райс в какой-то момент переписала роль Луи, изменив его пол на женский, специально для того, чтобы сделать отношения Луи и Лестата гетеросексуальными. В то время Райс полагала, что это единственный способ снять фильм, рассматривая на главную женскую роль Шер. В итоге решено было оставить мужчин героев, но удалить из сюжета все намёки на гомосексуальность, которые присутствуют в книге. | Роль получил Брэд Питт         |
| 2000 | Mame                               | Телесеть ABC вела переговоры с Шер о главной роли в телеадаптации бродвейского мюзикла «Мэйм», продюсером которой должна была стать Барбра Стрейзанд. | Фильм не был снят              |
| 2001 | Сердцеедки                         | В начале 1999 года режиссёром фильма под названием The Breakers был назначен Даг Лайман, а Шер и Дженнифер Энистон должны были играть роли Макс и Пейдж. Однако в связи с долгим процессом подготовки к съёмкам, обе актрисы были вынуждены отказаться от ролей из-за конфликтов, связанных со съёмочным графиком. | Роль получила Сигурни Уивер    |
| 2001 | The Enchanted Cottage              | С 1979 года Шер планировала стать режиссёром и исполнительницей главной роли в римейке фильма Джона Кромвелла 1945 года, а в 2001 году было объявлено, что она надеется сыграть вместе с Бренданом Фрейзером, но фильм так и не был снят. | Фильм не был снят              |
| 2003 | In The Pink                        | В декабре 2003 года во время интервью Шер объявила, что ей предложили роль в фильме под названием In The Pink. Шер должна была сниматься месте с Бритни Спирс, Бетт Мидлер, комиком Вандой Сайкс и Тимом Алленом, который также выступал режиссёром. Сценарий написал Саймон Бофой. В комедии Аллен играет богатого техасского плейбоя, который теряет работу и вынужден ходить по домам и продавать косметику Mary Kay вместе с группой женщин. Съёмки фильма должны были начаться в начале 2005 года, но в марте 2005 года Мидлер заявила, что фильм так и не был запущен в производство. | Фильм не был снят              |
| 2008 | Тёмный рыцарь: Возрождение легенды | Летом 2008 года появилась информация о том, что Шер сыграет Женщину-кошку вместе с Кристианом Бейлом в третьем фильме о Бэтмене британского режиссёра Кристофера Нолана. Один из руководителей студии также сказал, что «Шер — основная кандидатура Нолана на роль Женщины-кошки. Он хочет показать её роковой женщиной в возрасте… Новая Женщина-кошка будет полной противоположностью мурлычущим героиням Мишель Пфайффер и Хэлли Берри». Эти слухи были опровергнуты 3 ноября 2008 года, когда Шер появилась на «Шоу Эллен Дедженерес».                                                  | Слухи опровергнуты             |
| 2008 | Mamma Mia!                         | В 2010 году в интервью на премьере фильма «Бурлеск» Шер сказала, что ей предложили роль в «Mamma Mia»! вместе с ее партнёршей по фильму «Силквуд» Мерил Стрип, но она была в разъездах и не смогла принять в нём участие. Однако в итоге она снялась в сиквеле Mamma Mia! 2. | Не получилось принять участие  |
| 2010 | The Drop Out                       | В 2008 году на шоу Эллен Дедженерес Шер сказала, что снимется в фильме с Джонни Ноксвиллом. Проект не состоялся в 2010 году, как ожидалось, но во во время интервью на премьере «Бурлеска» Шер отметила, что они с Ноксвиллом по-прежнему хотят сняться в картине. | Фильм не был снят              |